# Gümüşlük

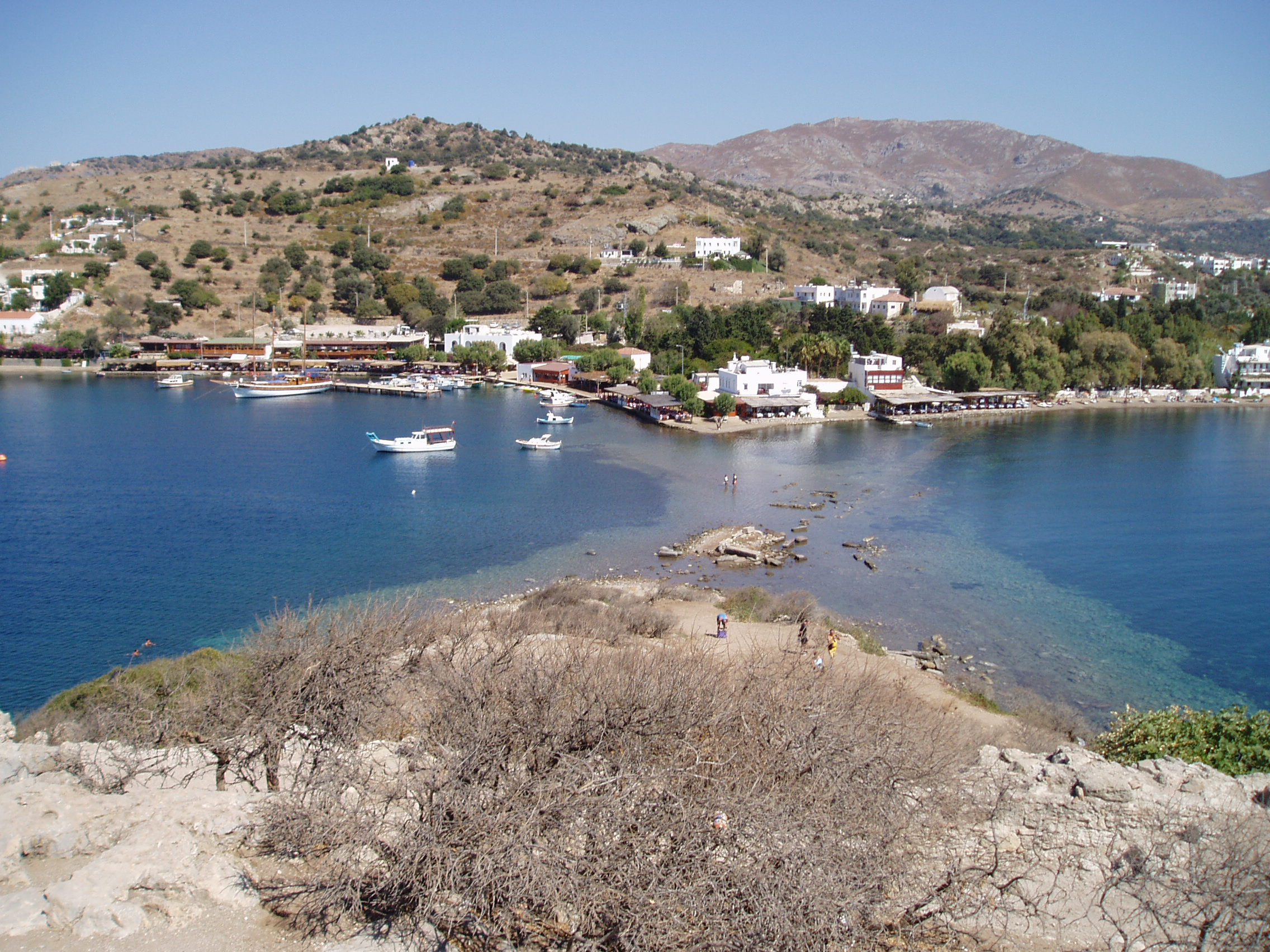
L'area attorno a Gümüşlük con Tavşan Adası

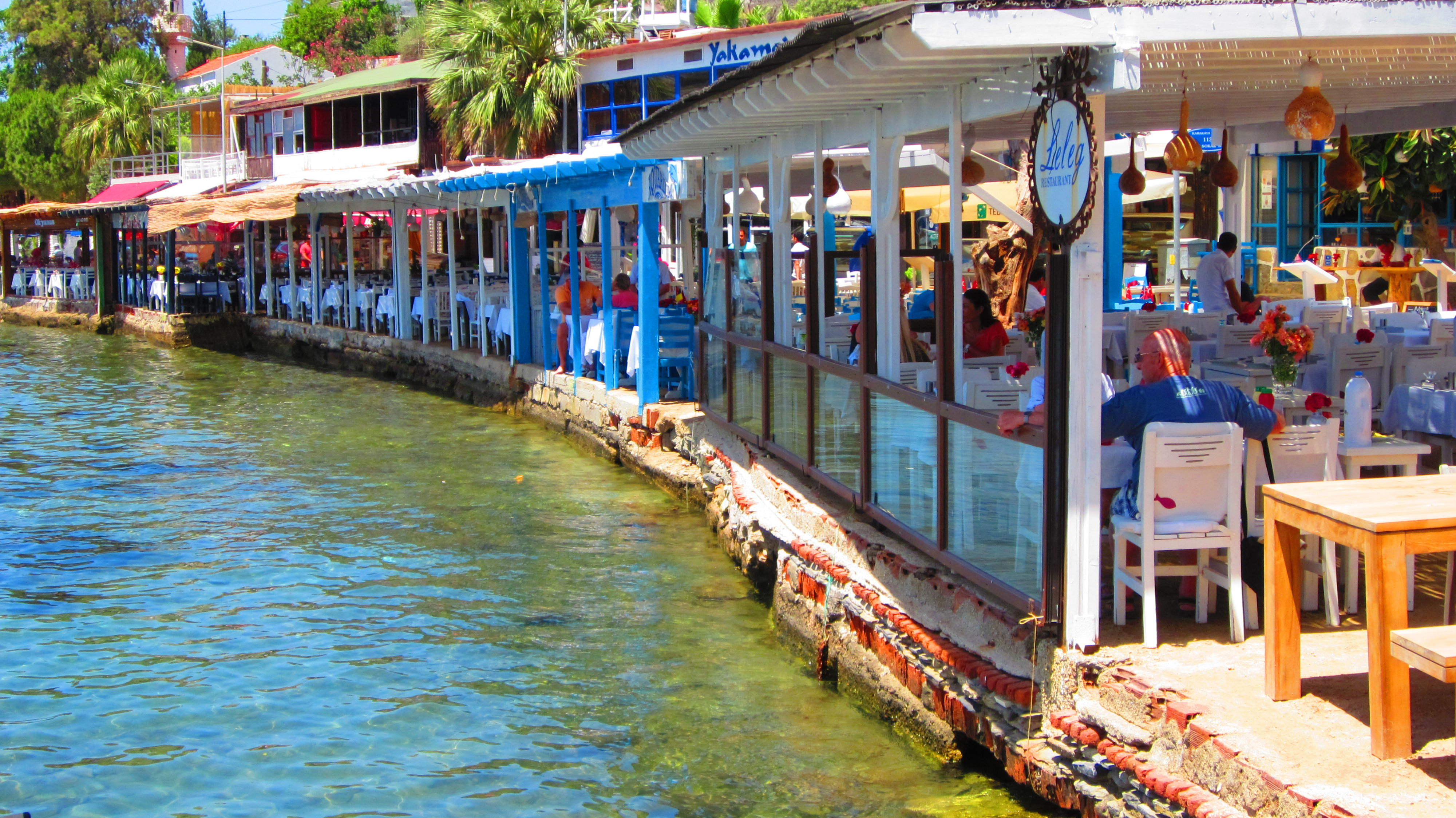
Locali sul lungomare di Gümüşlük

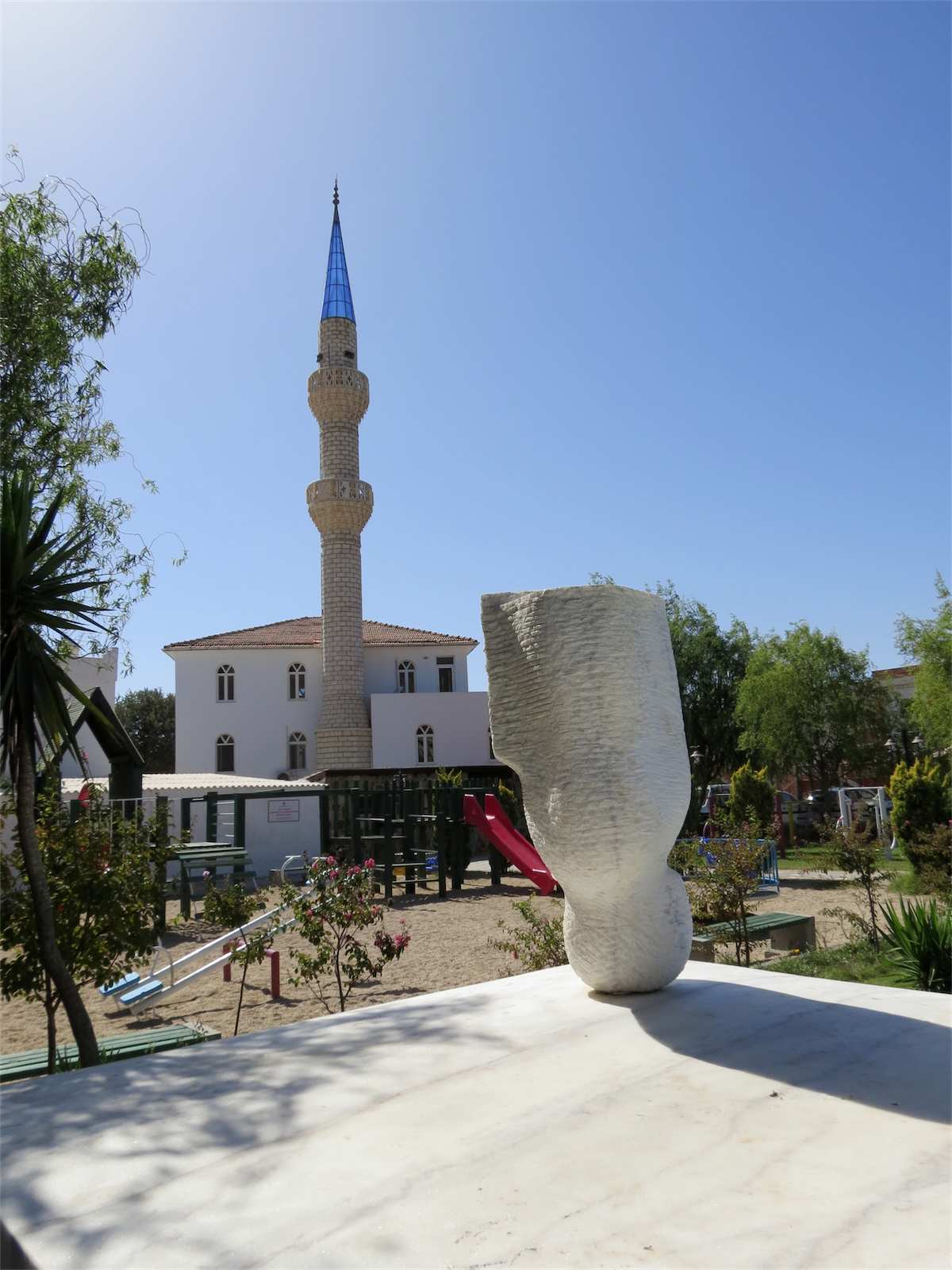
Moschea a Gümüşlük

Gümüşlük è una località balneare sul Mare Egeo della Turchia sud-occidentale, facente parte della provincia di Muğla e del distretto di Bodrum e situata nella penisola di Bodrum, lungo il tratto di costa noto come "Riviera turca" o "Costa turchese". Conta una popolazione di circa 4 000 abitanti.
Si tratta di una dei villaggi più antichi della penisola di Bodrum: un tempo sorgeva in loco l'antica città di Mindo (Μύνδος).

## Geografia
Gümüşlük si trova lungo la costa nord-occidentale della penisola di Bodrum, a ovest della città di Bodrum e tra le località di Turgutreis e Yalıkavak (rispettivamente a nord della prima e a sud/sud-ovest della seconda), a pochi chilometri a nord di Kadıkalesi. Da Bodrum dista 37 km.
Di fronte a Gümüşlük si trova un'isola, Tavşan Adası (letteralmente "isola della lepre").

## Origini del nome
Il toponimo Gümüşlük contiene il termine turco gümüş, che significa "argento".

## Storia

### L'antica città di Mindo
Nel corso del IV secolo a.C., fu fondata in loco dall'imperatore Mausolos la città di Mindo.

## Monumenti e luoghi d'interesse

### Architetture religiose
- Moschea

### Siti archeologici
A Gümüşlük sono stati effettuati degli scavi archeologici, che hanno riportato alla luce antiche mura e mosaici.
Tra i luoghi d'interesse, vi è il sito dove fuggirono Bruto e Cassio nel 44 a.C. dopo l'assassinio di Giulio Cesare.

## Società

### Evoluzione demografica
Al censimento del 2020, Gümüşlük contava una popolazione pari a 4 135 abitanti, di cui 2112 (51,1%) erano uomini e 2023 erano donne.
La località ha conosciuto un progressivo incremento demografico a partire dal 2016, quando contava 3 421 abitanti. Il dato era in decremento rispetto al 2015, quando la popolazione locale era di 4 892 abitanti.

## Cultura

### Eventi
Dal 2004 Gümüşlük ospita un festival internazionale di musica classica.